# Plataforma Logística de Elvas/Caia
A Plataforma Logística de Elvas/Caia encontra-se inserida no programa Portugal logístico e foi criada para alargar o hinterland dos portos de Lisboa, Setúbal e Sines. Tem como objectivo melhorar a economia do Alentejo visto que possibilita o investimento português e espanhol no interior alentejano, estimula também a indústria local melhorando a distribuição dos seus produtos nos mercados.
Foram investidos 59 milhões de euros nesta infra-estrutura, sendo 7 milhões de euros usados para os acessos. Esta plataforma logística está focalizada para 2,1 por cento do PIB industrial nacional e 0,7 porcento do PIB industrial espanhol e um mercado de um milhão de pessoas, sendo que 670 mil são espanholas. Possui uma área de 38 ha mas podem ser usados mais 22 ha para expansão (Portugal, 2006, p.20).

## Principais funcionalidades
Funcionalmente esta plataforma possui (Portugal, 2006, p.20):
- Ums área logística multifunções
- Uma área logística especializada
- Uma área logística de transformação
- Um terminal intermodal ferro-rodoviário
- Um terminal intermodal ferro-ferroviário
- Serviços de apoio a empresas e veículos

## Vias de acesso
As principais vias de acesso a esta plataforma logística são (Portugal, 2006, p.20):
- Itinerário principal IP7 com ligação a auto-estrada A6
- Auto-estrada espanhola A5
- Estrada municipal M1109
- A ligação ferroviária pela Linha do Leste

## Referência
- PORTUGAL. Ministério das Obras Públicas, Transporte e Comunicações. Gabinete da Secretaria de Estado dos Transportes – Portugal logístico. [em linha]. Lisboa: Gabinete da Secretaria de Estado dos Transportes, 2007. [Consult. 27 Maio 2008]. Disponível em WWW:<URL:http://www.moptc.pt/tempfiles/20060512151026moptc.ppt>.